# Norra skenet
Norra skenet (dansk: Det nordlige lys) er en skulptur udført af Ernst Nordin og den er et symbol for Umeå Universitet, der ofte anvener billeder af skulpturen – eller stiliserede nordlys – i deres officielle tryksager.
I forbindelse med udformningen af Umeå Universitets campus blev der udskrevet en landsomfattende konkurrence, som blev vundet af Ernst Nordins Norra skenet i 1967. Skulpturen blev oprindelig stillet op i 1969 men den blev i 1995 flyttet til sin nuværende plads ved Universitetssøen for at give plads til Lärarutbildningshuset. 
Skulpturen har en diagonal komposition med fire ben og den består af sammensvejsede firkantrør i poleret rustfrit stål med en indbygget projektørbelysning.  